# Столпище (Гомельская область)
Столпище (бел. Стоўпішча) — посёлок в Чеботовичском сельсовете Буда-Кошелёвского района Гомельской области Белоруссии.

## География

### Расположение
В 21 км от районного центра и железнодорожной станции Буда-Кошелёвская (на линии Жлобин — Гомель), 51 км от Гомеля.

## Транспортная сеть
Транспортные связи по просёлочной, затем автомобильной дороге Жлобин — Гомель. Планировка состоит из прямолинейной улицы, близкой к меридиональной ориентации, застроенной двусторонне, деревянными домами усадебного типа.

## История
Основан в начале XX века переселенцами с соседних деревень. Наиболее активная застройка относится к 1920-м годам. В 1926 году в Чеботовичском сельсовете Уваровичского района Гомельского округа. В составе совхоза «Чеботовичи» (центр — деревня Чеботовичи).

## Население

### Численность
- 2004 год — 29 хозяйств, 42 жителя.
- 2016 год — 17 жителей.

### Динамика
- 1926 год — 18 дворов, 127 жителей.
- 2004 год — 29 хозяйств, 42 жителя.